# 高体眶鼻鳗
高体眶鼻鳗（学名：Kaupichthys hyoproroides），是拟鯙科眶鼻鳗属的一种，分布于太平洋、印度洋和大西洋西部海域。